# Kameradschaftsring Nationaler Jugendverbände
Der Kameradschaftsring Nationaler Jugendverbände (KNJ, auch Kameradschaftsring der nationalen Jugend) war ein Dachverband rechtsextremer Jugendverbände, der von 1954 bis zum Ende der 1960er Jahre in Deutschland und Österreich aktiv war.

## Geschichte
Am 24. Juni 1954 gründeten die Wiking-Jugend, der Jugendbund Adler und der österreichische Bund Heimattreuer Jugend (BHJÖ) in Hamburg den KNJ mit dem Hauptziel des gegenseitigen Austauschs über Publikationen und Aktivitäten sowie der gemeinsamen Durchführung von Veranstaltungen. Zur Unterstützung dieser Ziele wurde die gemeinsame Zeitschrift Der Trommler. Kampfschrift der nationalen Jugend herausgegeben. Dem KNJ schlossen sich in den folgenden Jahren zahlreiche weitere Jugendverbände an, um 1960 gehörten zu ihm 18 Organisationen mit etwa 20.000 Mitgliedern.
1961 verlor der KNJ mit dem BHJÖ nach dessen Verbot wegen NS-Wiederbetätigung sein einziges Mitglied aus Österreich, er war in der Folge auf Deutschland beschränkt. Wenig später änderte er seine Bezeichnung in Kameradschaftsring der nationalen Jugend.
Mit dem Niedergang fast aller nationalistischer Jugendverbände in den 1960er Jahren aufgrund staatlicher Strafverfolgung und der Überalterung der Mitglieder verlor der KNJ zunehmend an Bedeutung, bis er Ende der 1960er Jahre zerfiel. Die Wiking-Jugend und der deutsche Bund Heimattreuer Jugend setzten ihre im KNJ begonnene Kooperation bis etwa 1975 fort.

## Programmatik
Programmatisch wandte sich der KNJ sowohl gegen den Kapitalismus als auch gegen den Marxismus, lediglich die Leistung für die Volksgemeinschaft dürfe die Stellung des Einzelnen bestimmen; er forderte ein „Europa auf der Basis einer völligen Gleichberechtigung seiner Völker und der völligen Unabhängigkeit von Ost und West“. In seinen 1959 publizierten Grundsätzen forderte er weiterhin Rassentrennung, die strikte Trennung von Staat und Kirche und Elitenförderung. Moderne Kunst und die „Überfremdung (der) Kultur durch wesensfremde Einflüsse“ wurden abgelehnt. In einer weiteren programmatischen Veröffentlichung aus demselben Jahr bestritt der KNJ die deutsche Schuld am Zweiten Weltkrieg und verlangte eine Revision der Grenzziehung.

## Mitgliedsorganisationen
Zu den wechselnden Mitgliedern des KNJ zählten unter anderem
- Bund Heimattreuer Jugend
- Bund Heimattreuer Jugend Österreich
- Bund Nationaler Studenten
- Deutscher Pfadfinderbund 1911
- Deutsche Reichsjugend
- Deutscher Wandervogel Jungborn
- Jugendbund Adler
- Jungdeutsche Freischar
- Jungdeutschlandbund
- Jungsturm
- Junge Deutsche Gemeinschaft
- Nationaler Studentenbund
- Schillerbund deutscher Jugend (Schillerjugend)
- Wiking-Jugend.

Jungsturm und Jungdeutschlandbund waren gleichzeitig über den Deutschen Jugendbund Kyffhäuser Mitglied in der ebenfalls rechtsextrem orientierten Arbeitsgemeinschaft Vaterländischer Jugendverbände.